# Polisskolan (franchise)
Denna artikel handlar om media-franchisen "Polisskolan". Se Polisskolan (film) för filmen och Polishögskolan för polisutbildning i Sverige.
Polisskolan (Police Academy) är en populär och långlivad serie av komedifilmer. Det har gjorts totalt sju filmer mellan 1984 och 1994.
Filmserien har aldrig fått speciellt bra kritik av filmrecensenter.
Filmerna ger en komisk bild av polisyrket där vem som helst kan bli polis, vilket ger upphov till att en skara klantiga aspiranter söker sig till utbildningen, till de erfarna polisernas stora förtret.

## Filmer

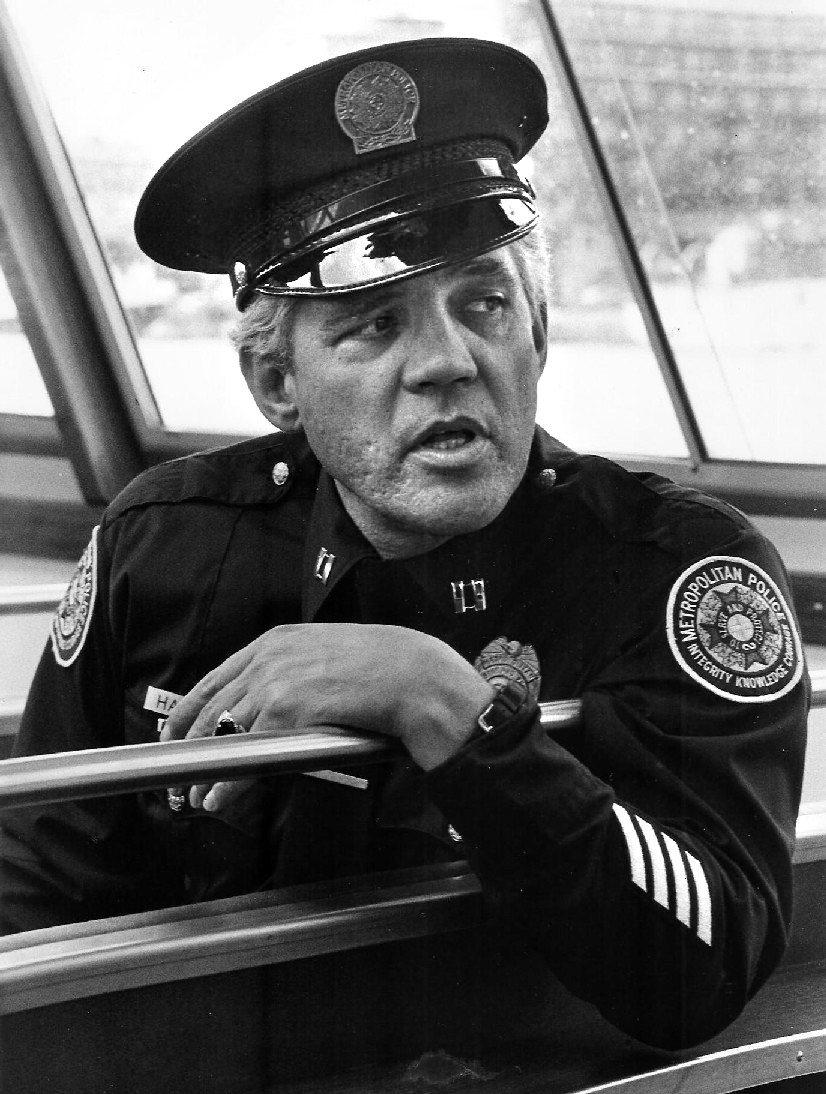
G.W. Bailey spelade konstapel Thaddeus Harris.

Totalt har sju Polisskolan-filmer producerats av Warner Bros. Entertainment, med första filmen Polisskolan som hade premiär 1984 och den sjunde och sista filmen Uppdrag i Moskva 1994. De första sex filmerna är inspelade på 1980-talet med endast ett års mellanrum mellan filmernas premiärer.
Serien börjar med att den nya borgmästaren, Mary Sue Beal, ändrar intagningskraven till den nya poliskåren. Nu ska inte längre längd, vikt, kön, utbildning och styrka vara avgörande för intagningen till polisskolan. Detta medför att människor som till exempel Carey Mahoney och hans kamrater ser chansen och blir poliser. Tillsammans så är de med om en mängd äventyr i bland annat Miami, Moskva men även också på deras hemstads gator, där de möter en mängd olika tjuvar och rivaliserande poliser som försöker sätta käppar i hjulet för dem. 
Följande filmer i produktionsordning:
| Nr | Svensk titel                        | Originaltitel                             | År   | Regissör     |
| -- | ----------------------------------- | ----------------------------------------- | ---- | ------------ |
| 1  | Polisskolan                         | Police Academy                            | 1984 | Hugh Wilson  |
| 2  | Polisskolan 2 – Första uppdraget    | Police Academy 2: Their First Assignment  | 1985 | Jerry Paris  |
| 3  | Polisskolan 3 – Begåvningsreserven  | Police Academy 3: Back in Training        | 1986 | Jerry Paris  |
| 4  | Polisskolan 4 – Kvarterspatrullen   | Police Academy 4: Citizens on Patrol      | 1987 | Jim Drake    |
| 5  | Polisskolan 5 – Uppdrag Miami Beach | Police Academy 5: Assignment: Miami Beach | 1988 | Alan Myerson |
| 6  | Polisskolan 6 – Går under jorden    | Police Academy 6: City Under Siege        | 1989 | Peter Bonerz |
| 7  | Polisskolan 7: Uppdrag i Moskva     | Police Academy: Mission to Moscow         | 1994 | Alan Metter  |

## Huvudpersoner (i urval)
| Rollfigur              | Film                | Film                | Film                | Film                | Film                | Film                | Film               | TV-serie                 | TV-serie                   |             |
| Rollfigur              | Polisskolan         | Första uppdraget    | Begåvningsreserven  | Kvarterspatrullen   | Uppdrag Miami Beach | Går under jorden    | Uppdrag i Moskva   | Police Academy (tecknad) | Police Academy: The Series |             |
| ---------------------- | ------------------- | ------------------- | ------------------- | ------------------- | ------------------- | ------------------- | ------------------ | ------------------------ | -------------------------- | ----------- |
| Carey Mahoney          | Steve Guttenberg    | Steve Guttenberg    | Steve Guttenberg    | Steve Guttenberg    |                     |                     |                    | Ron Rubin                |                            |             |
| Moses Hightower        | Bubba Smith         | Bubba Smith         | Bubba Smith         | Bubba Smith         | Bubba Smith         | Bubba Smith         |                    | Greg Morton              | Bubba Smith                |             |
| Eugene Tackleberry     | David Graf          | David Graf          | David Graf          | David Graf          | David Graf          | David Graf          | David Graf         | Hennessey                | David Graf                 |             |
| Larvell Jones          | Michael Winslow     | Michael Winslow     | Michael Winslow     | Michael Winslow     | Michael Winslow     | Michael Winslow     | Michael Winslow    | Greg Morton              | Michael Winslow            |             |
| Sweetchuck             |                     | Tim Kazurinsky      | Tim Kazurinsky      | Tim Kazurinsky      |                     |                     |                    | Morris                   |                            |             |
| Zed                    |                     | Bobcat Goldthwait   | Bobcat Goldthwait   | Bobcat Goldthwait   |                     |                     |                    | Hennessey                |                            |             |
| Laverne Hooks          | Marion Ramsey       | Marion Ramsey       | Marion Ramsey       | Marion Ramsey       | Marion Ramsey       | Marion Ramsey       |                    | Pidgeon                  |                            |             |
| Debbie Callahan        | Easterbrook         |                     | Leslie Easterbrook  | Leslie Easterbrook  | Leslie Easterbrook  | Leslie Easterbrook  | Leslie Easterbrook | Pidgeon                  | Easterbrook                |             |
| Thomas "House" Conklin |                     |                     |                     | Tab Thacker         | Tab Thacker         |                     |                    | Don Francks              |                            |             |
| Eric Lassard           | George Gaynes       | George Gaynes       | George Gaynes       | George Gaynes       | George Gaynes       | George Gaynes       | George Gaynes      | Ted Dillon               | George Gaynes              |             |
| Thaddeus Harris        | G.W. Bailey         |                     |                     | G.W. Bailey         | G.W. Bailey         | G.W. Bailey         | G.W. Bailey        | Len Carlson              |                            |             |
| Proctor                |                     | Lance Kinsey        | Lance Kinsey        | Lance Kinsey        | Lance Kinsey        | Lance Kinsey        |                    | Francks                  |                            |             |
| Mauser                 |                     | Art Metrano         | Art Metrano         |                     |                     |                     |                    | Rex Hagon                | Art Metrano                | Art Metrano |
| Douglas Fackler        | Bruce Mahler        | Bruce Mahler        | Bruce Mahler        |                     |                     | Bruce Mahler        |                    |                          |                            |             |
| Nick Lassard           |                     |                     |                     |                     | Matt McCoy          | Matt McCoy          |                    |                          |                            |             |
| Kathleen Kirkland      |                     | Colleen Camp        |                     | Colleen Camp        |                     |                     |                    |                          |                            |             |
| Henry Hurst            | George R. Robertson | George R. Robertson | George R. Robertson | George R. Robertson | George R. Robertson | George R. Robertson |                    |                          | Robertson                  |             |
| Chad Copeland          | Scott Thomson       |                     | Scott Thomson       | Scott Thomson       |                     |                     |                    |                          |                            |             |
| Kyle Blanks            | von Hoffman         |                     | Brant von Hoffman   |                     |                     |                     |                    |                          |                            |             |
| Professor              |                     |                     |                     |                     |                     |                     |                    | Morris                   |                            |             |

## Återkommande platser
I filmer finns det återkommande platser. Den vanligaste platsen är den prestigefulla polisskolan, där det mesta i filmerna äger rum. Men det finns fler återkommande element och platser i filmerna.

### Blue Oyster Bar

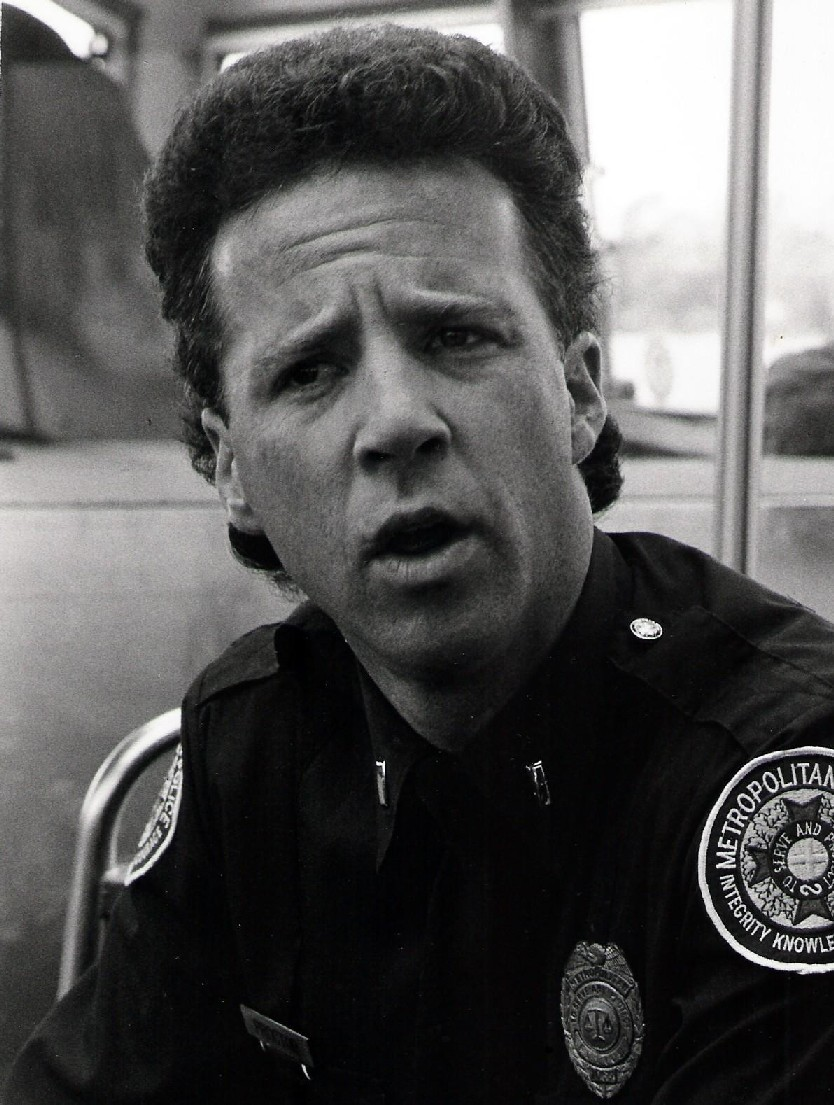
Lance Kinsey spelade konstapel Proctor.

Blue Oyster Baren är en fiktiv bar i filmserien, och är platsen för en serie återkommande spratt-scener.
Baren är en stereotyp bild av en gay-bar, som innehåller män klädda som bikers med läderjackor, sjömän, och andra stereotypa gayklädda arketyper.
I filmserien Polisskolan, så händer det att olika karaktärer periodvis går in i baren, helt omedveten om dess natur (detta inträffar oftast som ett spratt från huvudrollsinnehavarna). Väl inne i baren, tvingar en grupp av bikers de skrämda offren att dansa med dem. Dansen dansas alltid till en tango vid namn "El Bimbo".
Blue Oyster Bar dyker upp i de fyra första Polisskolan-filmerna. Bland dem som har blivit lurade att gå in till baren finns:
- Kadetterna Blankes och Copeland i Polisskolan (två gånger i samma film).
- Sweetchuck i den andra filmen Första uppdraget, men han lyckas fly efter en kort tango.
- Proctor i den tredje filmen Begåvningsreserven helt naken, och igen i den fjärde Kvarterspatrullen, dock med kläderna på.
- Kommissarie Thaddeus Harris i den fjärde filmen Kvarterspatrullen där han tillsammans med Proctor går till baren, som de tror serverar mat.

## TV-serier
Det gjordes två spinoff-TV-serier, som var löst baserad på filmerna, varav den ena var tecknad.

### Animated Police Academy
Den första serien var Police Academy, en animerad tv-serie som visades 1988. det spelades in två säsonger med totalt 64 avsnitt. Rollernas röster spelades av andra skådespelare än i filmerna.

### Police Academy: The Series
Den andra serien var Police Academy: The Series, som visades 1997, med skådespelaren Joe Flaherty i huvudrollen. Serien varade endast en säsong. Michael Winslow var den enda skådespelaren från filmserien som hade en återkommande roll i serien, även om flera av filmernas skådespelare gjorde tillfälliga gästskådespel i några avsnitt.